# Kreuzzug Heinrichs VI.
Der Kreuzzug Heinrichs VI. im Jahre 1197/98 (auch bekannt als Deutscher Kreuzzug) war ein von Kaiser Heinrich VI. initiierter Kreuzzug als Reaktion auf das Scheitern seines Vaters Friedrich I. Barbarossa bei dessen Kreuzzug 1189–90. Heinrich VI. starb noch kurz vor Reiseantritt 1197 in Messina. Der ausbrechende Streit um die deutsche Thronfolge veranlasste die Kreuzfahrer den Kreuzzug abzubrechen. Das Heer war bereits unterwegs nach Palästina, wo es den Küstenstreifen zwischen Tyrus und Tripolis mit den Städten Sidon und Beirut wieder unter christliche Kontrolle brachte, bevor es 1198 in die Heimat zurückkehrte.  

## Hintergrund
Im Jahre 1187 hatte Saladin Jerusalem und weite Teile der Kreuzfahrerstaaten erobert. Um diese zurückzuerobern, unternahmen König Philipp II. August von Frankreich, König Richard Löwenherz von England und der Kaiser des Heiligen Römischen Reiches, Friedrich I. Barbarossa, den Dritten Kreuzzug. Barbarossa ertrank während dieses Feldzugs in Kilikien und sein Kreuzzugsheer löste sich auf. Das Heilige Land blieb größtenteils in muslimischer Hand.
Barbarossa hatte während des Dritten Kreuzzugs den Thronfolger, den damals 24-jährigen Heinrich VI., als Regenten zurückgelassen. Heinrich wurde dessen Nachfolger und 1191 zum Kaiser gekrönt. Durch Gefangennahme von Richard Löwenherz machte er sogar den englischen König zu seinem Vasallen. Schon 1189 war ihm auch das Königreich Sizilien durch Erbansprüche seiner Frau zugefallen, die er bis 1194 militärisch durchsetzen konnte. Die Rückeroberung Jerusalems für die Christen sollte auch Papst Coelestin III. motivieren, Heinrichs VI. Ansprüche auf Sizilien lehensrechtlich anzuerkennen. Dies hatte der Papst bislang verweigert.
Heinrich vertraute darauf, dass ein erneuter Kreuzzug unter Vermeidung der Schwierigkeiten, auf die sein Vater gestoßen war, zum Erfolg führen werde. 1195 lief auch der von Richard Löwenherz mit Saladin geschlossene Waffenstillstand aus, und zudem kam begünstigend hinzu, dass seit dem Tod Sultan Saladins im Jahre 1193 dessen Bruder gegen dessen Söhne einen Bürgerkrieg um die Nachfolge als Sultan führte, die Ayyubiden also geschwächt waren. Heinrich hoffte, die gewaltige Begeisterung und Eigendynamik des Dritten Kreuzzuges in seinem Reich für einen erneuten Kreuzzug nutzen zu können.
Kaiser Heinrich beabsichtigte auch, die prekäre Lage des Byzantinischen Reiches auszunutzen. Dieses war von europäischer Seite von serbischen, bulgarischen und walachischen Rebellen bedrängt und wurde von kleinasiatischer Seite von Rum-Seldschuken überrannt. Zudem hatten die siegreichen Kämpfe seines Vaters Byzanz erheblich wirtschaftlich geschwächt. Heinrich machte den byzantinischen Kaiser Isaak II. Angelos wohl auch für den Verrat an seinem Vater verantwortlich und hielt diesem die engen Beziehungen zu König Tankred von Sizilien vor, dem Usurpator auf dem Normannenthron. Deshalb scheute Heinrich nicht davor zurück, die Byzantiner zu erpressen, um sie an der Finanzierung der Kosten für seinen Kreuzzug zu beteiligen. So forderte Heinrich zunächst Tribut von Kaiser Isaak. Isaak wurde im April 1195 von seinem Bruder Alexios III. Angelos gestürzt. So sollte an seiner Stelle der neue Kaiser Alexios einen jährlichen Tribut von 16 Zentnern Gold an Heinrich zahlen. Byzanz führte zur Erfüllung der Forderungen eine Sondersteuer, das sogenannte Alamannikon, ein. Auch der Kalif von Tunis und Tripolis willigte in Tributzahlungen an Heinrich ein.
Auf dem Reichstag von Gelnhausen im Oktober 1195 erreichten den Kaiser Gesandte des neuen Herrschers von Zypern, Amalrich von Lusignan, die ihm Amalrichs Huldigung überbrachten und baten, dass Heinrich ihn zum König von Zypern kröne. Fürst Leo II. von Kleinarmenien stellte kurz darauf eine ähnliche Anfrage. Heinrich nahm die Huldigungen an und versprach, demnächst persönlich die Königskrönung vorzunehmen.

## Aufruf zum Kreuzzug
In der Woche vor Ostern 1195 legte Heinrich in privatem Kreise gegenüber Bischof Johann von Sutri das Gelübde ab, einen neuen Kreuzzug zu unternehmen. Beim Osterfest 1195 auf dem Reichstag in Bari verkündete er offiziell seine Kreuznahme. Ab dem Sommer reiste Heinrich durch Deutschland, um unter dem deutschen Adel für die Teilnahme am Kreuzzug zu werben. Ihm folgten bald auch päpstliche Legate; im August rief Papst Coelestin III. den deutschen Klerus offiziell auf, den neuen Kreuzzug zu predigen. Im Dezember, auf dem Reichstag in Worms terminierte Heinrich den Aufbruch zum Kreuzzug auf das Weihnachtsfest 1196 und designierte seinen damals einjährigen Sohn Friedrich (II.) zu seinem Nachfolger als deutscher König.
Trotz des verlustreichen Scheiterns des deutschen Kontingents beim Dritten Kreuzzug strömte bald ein enormes Kreuzfahrerheer zusammen, darunter die Erzbischöfe von Mainz und Bremen, neun Bischöfe, fünf Herzöge und zahlreiche weitere Adlige. Das Kreuzzugsheer soll das größte gewesen sein, das je unter der Fahne eines einzelnen Fürsten organisiert wurde. Der Chronist Arnold von Lübeck beziffert das Heer auf 60.000 Mann, darunter 400 Kreuzfahrer aus Lübeck. Das von Heinrich ausgerüstete Söldnerkontingent umfasste wohl ca. 6.000 Mann, davon 1.500 Ritter.
Gerade als sich das Kreuzzugsheer in den Häfen Süditaliens und Siziliens sammelte, wurde eine groß angelegte Verschwörung des sizilisch-normannischen Adels gegen die neue kaiserlich-staufische Herrschaft bekannt. Heinrich, der dabei durch ein Attentat ermordet werden sollte, ließ die Revolte von seinen Kreuzzugstruppen mit aller Härte niederschlagen.

## Verlauf des Kreuzzugs
Während sich sein Heer bereits nach Palästina einschiffte, starb Heinrich VI. am 28. September 1197 im Alter von knapp 32 Jahren in Messina, möglicherweise an der Ruhr, vielleicht aber auch infolge eines Mordanschlags. Der Kreuzzug nahm daraufhin einen anderen Verlauf.
Seit März 1197 waren bereits einige Teile des Heeres nach und nach Richtung Akkon in See gestochen. Im August hatte das Kreuzfahrer-Kontingent aus Sachsen und dem Rheinland unter der Führung von Pfalzgraf Heinrich von Braunschweig und dem Erzbischof von Bremen, Hartwig II. von Utlede, nach Zwischenhalten in Norwegen, England und Portugal, mit 44 Schiffen Messina erreicht. Diese vereinigten sich mit dem noch in Süditalien befindlichen Hauptteil des Kreuzzugsheeres und segelten unter dem Kommando von Reichskanzler Konrad von Querfurt und Reichshofmarschall Heinrich von Kalden nach Palästina ab. Sie erreichten am 22. September 1197 Akkon. Ein Teil der Flotte machte unterwegs in Zypern Halt, wo Konrad von Querfurt Amalrichs Huldigung entgegennahm und ihn zum König von Zypern krönte.
Die Kreuzfahrer sammelten sich bis Anfang September 1197 in Akkon, wo sie für einige Unruhe sorgten und den Unmut der französischen Herren der Stadt auf sich zogen. Die deutschen Fürsten im Kreuzfahrerheer lehnten Heinrich von Kalden als Anführer ab und wählten Heinrich I. von Brabant an dessen Stelle. Unter ihm schlugen sie dann ihr Lager in Tyrus auf und begannen einen Feldzug, der die muslimischen Piraten aus Beirut vertreiben und die syrische Küste zwischen Tyrus und Tripolis verbinden sollte. Sie besetzten Sidon und erreichten am 24. Oktober Beirut, das sie ebenfalls besetzten. Den Aufenthalt in Beirut nutzten sie dazu, die Kandidatur Amalrichs von Zypern für den Thron des Königreichs Jerusalem zu unterstützen. Die folgende Krönung Amalrichs, eines Vasallen des Kaisers, zum König von Jerusalem stärkte den deutschen Einfluss auf das Heilige Land nachhaltig. Sie eroberten Gibelet und stellten so die Landverbindung zur Grafschaft Tripolis wieder her. Anschließend drangen sie ins Hinterland Richtung Damaskus vor, wo sie ab November 1197 die Burg Toron belagerten. Bereits in Beirut hatten die Kreuzfahrer erste vage Gerüchte erreicht, dass der Kaiser gestorben sei; während der Belagerung von Toron bestätigte sich die Meldung vom Tod des Kaisers. Konrad von Querfurt verlor durch die Meldung sein Amt als Reichskanzler, da dieses an die Person des Kaisers gebunden war, und bis zum Sommer 1198 waren die meisten Adligen zurück nach Europa aufgebrochen, um im Reich ihre Lehensrechte gegenüber dem Nachfolger Heinrichs zu sichern.
Bevor die letzten Kreuzfahrer im Juli 1198 abzogen, schlossen sie einen fünfjährigen Waffenstillstand mit dem Ayyubiden-Sultan al-Adil I., der den Kreuzfahrern, d. h. dem Königreich Jerusalem, ihre Eroberungen bestätigte. Die eroberten Ländereien wurden von König Amalrich II. von Jerusalem an lokale Adlige vergeben: Die Herrschaft Beirut wurde als Lehen an Johann I. von Ibelin vergeben. Die Grafschaft Sidon ging an deren alten Inhaber, Rainald Garnier. Die Herrschaft Gibelet, als Teil der Grafschaft Tripolis, ging an Guido I. Embriaco.
Auf seinem Rückweg in die Heimat besuchte der Mainzer Erzbischof Konrad von Wittelsbach Anfang 1198 den Fürsten Leo II. in Tarsus und krönte ihn zum ersten König von Kleinarmenien.

## Folgen des Kreuzzugs
Der frühe Tod Heinrichs beendete abrupt dessen ambitionierte Pläne. Die von ihm mit veranlasste weitere Schwächung von Byzanz bereitete allerdings den Weg für die Eroberung Konstantinopels durch den Vierten Kreuzzug, 1204.
Der fünfjährige Waffenstillstand mit den Muslimen wurde durch Überfälle von beiden Seiten gestört, aber dennoch 1204 um sechs Jahre verlängert, als klar wurde, dass der Vierte Kreuzzug Palästina nicht erreichen würde.
Seit dem Kreuzzug Heinrichs VI. konzentrierten sich die deutschen Adligen auch wieder verstärkt auf die mit dem Wendenkreuzzug 1147 begonnene Eroberung der heidnischen Gebiete jenseits der Elbe, in Preußen und im Baltikum.
Mit der Unterstützung vieler Teilnehmer dieses Kreuzzuges wurde im März 1198 die 1190 während der Belagerung von Akkon gegründete Hospitalgenossenschaft in den Deutschen Orden umgewandelt.